# بخش راش کریک، شهرستان فیرفیلد، اوهایو
بخش راش کریک (به انگلیسی: Rush Creek Township) یک منطقهٔ مسکونی در ایالات متحده آمریکا است که در شهرستان فیرفیلد، اوهایو واقع شده‌است.
 بخش راش کریک ۹۷٫۰ کیلومتر مربع مساحت و ۳٬۸۹۳ نفر جمعیت دارد و ۲۳۴ متر بالاتر از سطح دریا واقع شده‌است.